# نزح (طب)
في الطب، النزح (بالإنجليزية: Drainage)‏ هو عملية إزالة السوائل من الجسم.
من أمثلته النزح الوضعي وبزل الصدر وعملية الشق والنزح.